# 안톤 스베인 매키
안톤 스베인 매키(아이슬란드어: Anton Sveinn McKee, 1993년 12월 18일 ~ )은 아이슬란드의 수영 선수이다.

## 올림픽 성적

### 2016년 하계 올림픽남자 수영 성적
| 선수              | 세부 종목 | 예선    | 예선 | 준결선    | 준결선    | 결선      | 결선      |
| 선수              | 세부 종목 | 기록    | 순위 | 기록      | 순위      | 기록      | 최종 순위 |
| 라파엘 스타치오티 | 평영 100m | 1:01.84 | 35   | 진출 실패 | 진출 실패 | 진출 실패 | 진출 실패 |
| 라파엘 스타치오티 | 평영 200m |         |      |           |           |           |           |